# NGC 6625
NGC 6625 is een open sterrenhoop in het sterrenbeeld Schild. Het hemelobject werd op 31 juli 1826 ontdekt door de Britse astronoom John Herschel.

## Synoniemen
- OCL 58